# 千葉こどもの国キッズダム
千葉こどもの国キッズダム（ちばこどものくにキッズダム、英:Chiba Children’s Kidsdom）は、日本の千葉県市原市山倉（山倉湖）の湖畔に位置する児童厚生施設の自然遊園地である。房総の魅力500選に指定されている。

## 概要
1971年5月「千葉県こどもの国」として開園。その後、千葉県レクリエーション都市開発株式会社によって「千葉こどもの国キッズダム」と改名した。
千葉県市原市のほぼ中央を南北に流れる養老川の右岸台地上、臨海部への工業用水水源となっている山倉湖の湖畔に位置している水と緑に囲まれた自然遊園地。山倉湖の自然環境を活かしプール、釣り堀、サイクリングコース、ゴーカート場、山倉貝塚（伝統文化館）等の施設を備えている。入園有料。安全に遊べるアトラクション、楽しく学べる体験プログラムやイベントも豊富である。キッズチェアーや冷水機も準備されており、また離乳食を利用する場合は、電子レンジ（調理スタッフ経由）を使うことができる。

### 沿革
- 1971年5月1日「千葉県こどもの国」として開園。ゴーカート、屋内外のローラースケート場、サイクリング、つりぼり、バーベキュー広場、こどもの国鉄道等の施設を整備。[2]
- 開園以来運営していた財団法人千葉県福祉ふれあい財団が解散したため、2006年9月30日に一時休園。
- 2007年2月8日付けで、千葉県レクリエーション都市開発株式会社に売却。
- 「千葉こどもの国キッズダム」として再開[3]。

### 所在地
〒290-0201　千葉県市原市山倉1487番地（千葉県企業局所有地）、木曜日休園

### マスコットキャラクター
チッパくん

## 施設

### モニュメント
- チッパくんの時計塔
  - 作動時刻になると音楽とともに城が持ち上がり光るからくり仕掛けの時計

### 公園施設
無料で利用できる施設
- 芝生広場
- アソビングビレッジ（屋内施設）
- すべり台
- ちびっこジャブジャブプール
- ちびっこ広場

### アトラクション
有料施設、回数券なども取り扱っている
- ゴーカート
- ダムダムボール
- チビッカート
- キッズダムトレイン
- アニマルカップ
  - 2022年3月25日オープン。としまえんからの移設。
- ローラーリンク
- ジャイアンキューブ
- つりぼり
  - 20cm程度の小型のコイが釣れる釣り堀
- ワクワクサイクリング
- 鉄道ジオラマ
- トランポリン
- モノヅクリビレッジ

### 店舗
- レストラン
- スナックコーナー

### バーベキュー広場
10：00～15：00まで通年利用可（木曜休園）。要予約。サブセンター「バーベキュー受付」にて現金払い。
炭、薪、着火剤、アルコールの販売あり。薪・炭等の燃料の持ち込み不可。
園内での食材販売はなく、食材（カット済）、調味料、油、お皿、お箸などは持参。
テーブル（6名まで）15カ所。水洗い場、ゴミ捨て場施設あり。

## 山倉貝塚
園内には伝統文化施設として「山倉貝塚」が展示されている。山倉貝塚は縄文時代中期（約4500年前）を主体とする遺跡で、昭和23年（1948年）、千葉県史跡名勝天然記念物調査の一環として貝層部分の調査が行われた。その後、昭和43年（1968年）には千葉県こどもの国（現千葉こどもの国キッズダム）の建設に伴い、発掘調査が行われた。出土遺物には土器、石鏃や石斧などの石器、土器片錘のほか、貝刃・貝輪・タカラガイ加工品などの貝製品、ヤス状刺突具・ヘラ・垂飾品などの骨製品が多く、当時の集落関係を考える上で貴重な発見になっている。
また、縄文時代中期の頃の貝塚から出土したものを頼りに、「古代の家」のイメージも再現している。

## 交通アクセス

### 公共交通機関
- 小湊鉄道線「海士有木駅」から徒歩約20分
  - キッズダムから徒歩20分ほどのところにある。駅前にこどもの国までの案内図があるほか、駅との道の途中には道案内の看板も立っている
- JR東日本「八幡宿駅」又は「五井駅」より、小湊バス[7] で終点「山倉こどもの国」下車
  - 停留所は正門前にある

| 系統 | 経由       | 行き先       |
| ---- | ---------- | ------------ |
| 五22 | 市原市役所 | 五井駅西口   |
| 八25 | 郡本       | 八幡宿駅東口 |

### 自動車
- 東京湾アクアライン・館山自動車道「市原IC」から約15分
- 駐車場有（有料）